# Viernes

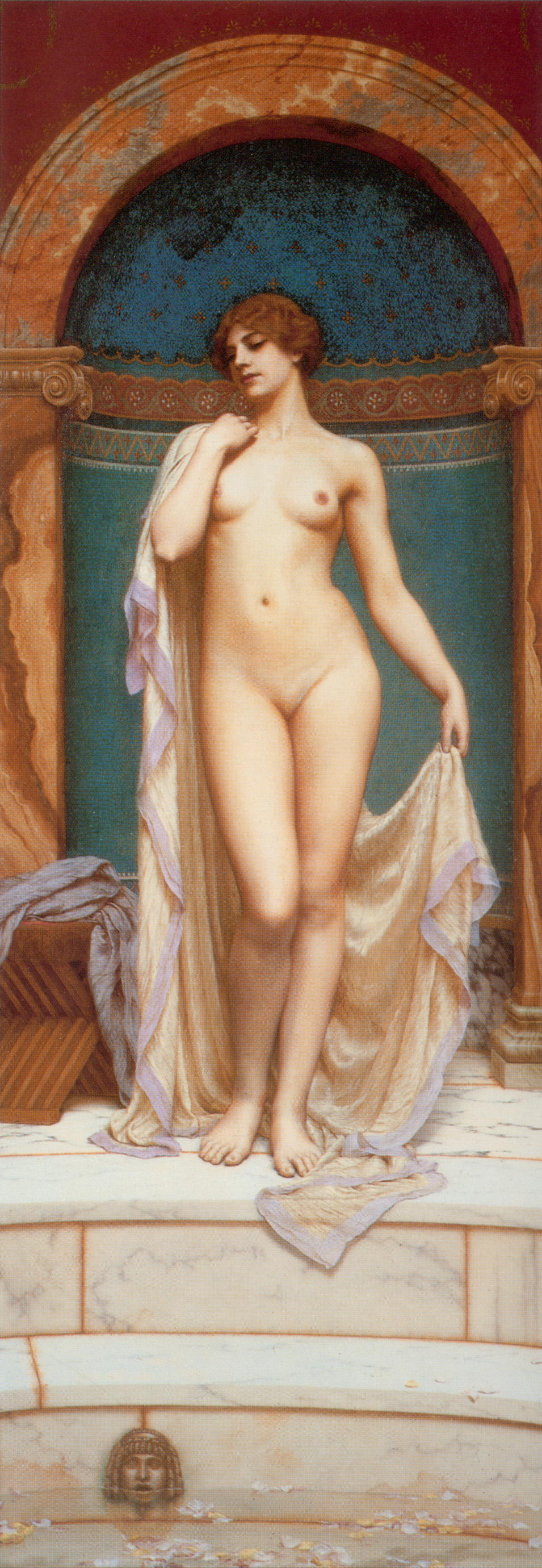
Venus en el baño, óleo de John William Godward, 1901.

El viernes es el quinto día de la semana según el calendario gregoriano (siendo el primero el lunes), y sexto para las culturas que consideran el domingo el primer día de la semana. El nombre de «viernes» proviene del latín Veneris dies; 'día de Venus', en honor a la diosa de la belleza y el amor en la mitología romana. Está situado entre el jueves y el sábado.
Según el Diccionario de la lengua española viernes es el quinto día de la semana, que es festivo para el islamismo.
En la mayoría de los países occidentales, el viernes es el quinto y último día de la semana laboral. En otros países, el viernes es el primer día del fin de semana y el sábado el segundo. 
En Israel, el viernes es el sexto día de la semana. En Irán, el viernes es el último día del fin de semana, siendo el sábado el primer día de la semana laboral. Baréin, los Emiratos Árabes Unidos (EAU), Arabia Saudí y Kuwait también siguieron esta convención hasta que cambiaron al fin de semana de viernes a sábado el 1 de septiembre de 2006, en Baréin y los EAU, y un año después en Kuwait. Los EAU cambiaron su fin de semana de viernes-sábado a sábado-domingo el 1 de enero de 2022.

## Etimología
Estos son algunos de los nombres que recibe el viernes en distintos idiomas:
| Idioma                                                                               | Nombre                                                                                         | Etimología                     |
| español latín catalán francés italiano veneto gallego rumano asturiano leonés tagalo | viernes dies Veneris divendres vendredi venerdì vènare / vendre venres vineri vienres Biyernes | día de Venus                   |
| alemán sueco noruego neerlandés inglés finés                                         | Freitag Fredag vrijdag Friday perjantai                                                        | día de Frigg                   |
| quechua                                                                              | ch'askachaw                                                                                    | día del lucero del alba: Venus |
| japonés coreano                                                                      | 金曜日 (kinyōbi) 금요일 (geumyoil)                                                             | día del oro                    |
| euskera                                                                              | ostirala, barikua                                                                              | helecho o campo de Urtzi       |
| hebreo portugués gallego latín eclesiástico                                          | יום ששי (Yom Shishi) sexta-feira sexta feira feria sexta                                       | sexto día                      |
| árabe persa turco                                                                    | الجمعة (al-ŷum`a) جمعه (ŷom'e) cuma                                                            | día de la reunión              |
| griego                                                                               | Παρασκευή (paraskeué)/(paraskeví)                                                              | día de la preparación          |
| ruso esloveno checo ucraniano polaco chino                                           | Пятница (pyatnitsa) petek patek П'ятниця (piátnytsya) piątek 星期五 (xīng qī wǔ)               | quinto día de la semana        |
| náhuatl                                                                              | quetzalcōātōnal                                                                                | día de Quetzalcóatl            |

En la mayoría de los idiomas indios, el viernes es Shukravāra, llamado así por Shukra, el planeta Venus. En bengalí, el viernes o Shukrobar es el sexto día de la semana del calendario bengalí y es el comienzo del fin de semana en Bangladés. En tamil, la palabra para viernes es velli, también un nombre para Venus; y en malabarí es velliyalca.
En japonés, la palabra 金曜日 (きんようび, kinyōbi) se forma a partir de las palabras 金星 (きんせい, kinsei), que significa Venus (lit. oro + planeta), y  曜日 (ようび, yōbi) , que significa día (de la semana).
En coreano,  금요일 en escritura hangul coreana,(Romanizaion: geumyoil) también se conoce como 금요일 (romanización: geumyoil) y se pronuncia con la palabra  金曜日 en caracteres chinos, como en japonés.
En chino, el viernes es 星期五 (xīngqíwǔ), el quinto día de la semana.

## Costumbres y creencias
El viernes se considera día de mala suerte en algunas culturas. Esto es particularmente así en los círculos marítimos; quizás la superstición más duradera de la navegación es que da mala suerte comenzar un viaje en viernes. En el siglo XIX, el almirante William Henry Smyth describió a Viernes en su léxico náutico The Sailor's Word-Book como

El Dies Infaustus, en el que los viejos marineros no querían embarcarse, por ser de mal agüero.

(Dies Infaustus significa "día de mala suerte".)  Esta superstición es la raíz de la conocida leyenda urbana del HMS Friday. La leyenda urbana del HMS Friday es  sobre un supuesto desastroso intento de la Royal Navy británica por disipar la superstición de no navegar en viernes. Aunque se ha difundido ampliamente, la historia es falsa; es más, nunca existió un barco llamado HMS Friday.
En los tiempos modernos, en muchos países, el viernes 13 se considera especialmente desafortunado, debido a la conjunción del viernes con el número de la mala suerte trece. Este tipo de viernes puede denominarse "viernes negro".
Sin embargo, esta superstición no es universal, por ejemplo en muchos países hispanohablantes, Grecia y la cultura gaélica escocesa:

Aunque el viernes siempre se ha considerado un día de mala suerte en muchos países cristianos, todavía en las Hébridas se supone que es un día de suerte para sembrar la semilla. El Viernes Santo, en particular, es uno de los días favoritos para la siembra de patatas; incluso los católicos romanos estrictos plantan un puñado de semillas ese día. Probablemente la idea es que, al igual que la Resurrección siguió a la Crucifixión y al entierro, también en el caso de la semilla, y después de la muerte vendrá la vida...

En Grecia y algunos de los países de cultura hispana, como España, Cuba, Uruguay, Paraguay, República Dominicana, Argentina, Chile, Perú, Venezuela, Colombia, Ecuador y otros es el martes y trece el día de la mala suerte y no el viernes y 13.

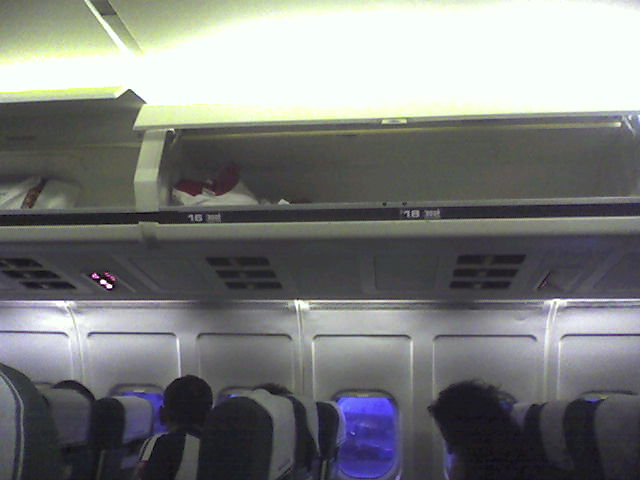
Un avión de Alitalia sin la fila 17.

En la cultura popular italiana, el viernes 17 (y no el 13) se considera un día de mala suerte. El origen de esta creencia se remonta a la escritura del número 17, en números romanos: XVII. Al barajar los dígitos del número, se puede obtener el latín vīxī ("he vivido", que implica muerte en el presente), un presagio de mala suerte. De hecho, en Italia, el 13 se considera generalmente un número de la suerte,  aunque algunas personas también lo consideran un número de mala suerte debido a la americanización.

## En la liturgia religiosa

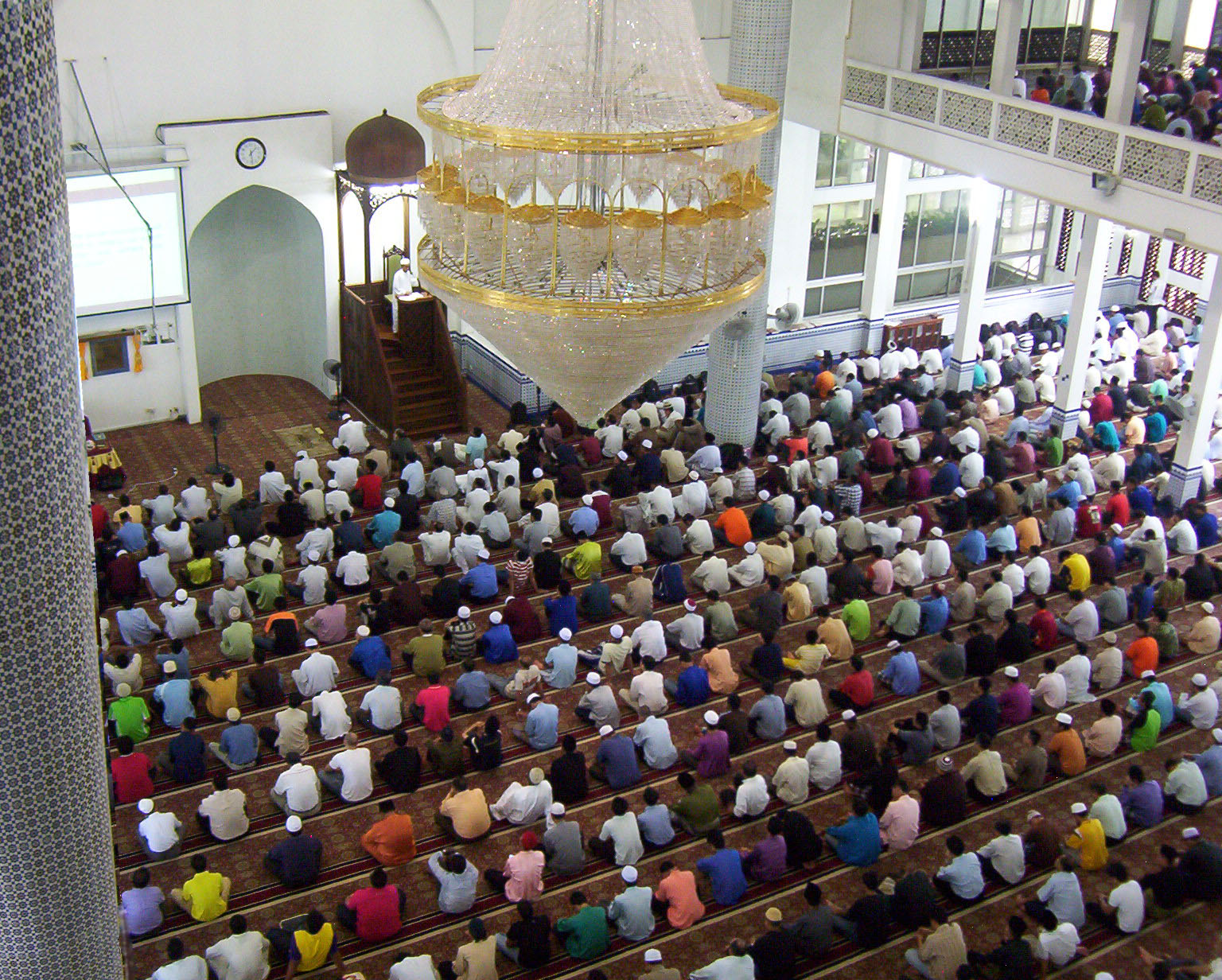
Oración musulmana del viernes en una mezquita de Malasia.

El viernes es un día especial para varias religiones.
- El viernes es el día de preparación del sabbat para los judíos, una fiesta que comienza la noche anterior al sábado. [cita requerida]
- Los cristianos dedican este día a la penitencia y a la oración, en recuerdo de la pasión de Jesucristo. El ayuno era antiguamente de rigor en todo Oriente, excepto en la Iglesia de Constantinopla, y en parte de Occidente. [cita requerida] En muchas de las provincias del Imperio de Oriente no había pleitesía en ese día; y aunque la Iglesia romana nunca tuvo la intención de convertirlo en fiesta, eran pocos los viernes a lo largo del año que no tenían su oficio, es decir, la misa o al menos su evangelio. [cita requerida]

Hoy en día, la Iglesia no exige penitencia, pero la tradición en el cristianismo requiere que los católicos hagan al menos abstinencia y oración -es decir, no comer carne y rezar al menos una vez (normalmente a las 15:00 horas)- en este día. [cita requerida]
Viernes Santo, es el día de la Semana Santa en el que se conmemora la Pasión y crucifixión de Jesús. Los griegos y los latinos tenían este día libre en muchos lugares, aunque libremente y por devoción. A mediados del siglo XVI se redujo a un medio día de fiesta, que terminaba a mediodía, después del servicio religioso.
Sin embargo, sigue siendo festivo en Alsacia y Mosela en virtud de una ordenanza del 16 de agosto de 1892.
- Se dice que el viernes es al-jumu'a o jum'a en árabe, término que también denota la semana, y es probable que el viernes musulmán tenga una conexión con Venus y Júpiter en un esfuerzo por ser fiel a las tradiciones preislámicas: Venus está representado en la Kaaba por la Piedra Negra y fue especialmente bajo el signo de Júpiter que la ley del Islam.[19] El sustantivo jumu'a significa "día de reunión" o "asamblea". Es un día sagrado y festivo para el islam,[20] el de la oración colectiva. Para distinguirse de los otros dos monoteísmos abrahámicos, los musulmanes optan por el viernes como día sagrado. Otra explicación, más teológica, es que el día sagrado musulmán corresponde al día en que el hombre y la mujer (Adán y Eva) aparecen en el relato del Génesis, siendo el sexto día el domingo, y el sábado, sabbat, el séptimo. Algunos musulmanes también practican el descanso semanal del viernes, que no es una prescripción coránica.
- La religión yazidí considera que Dios creó al ángel Samael el sexto día de la semana, un viernes[21]
- Viernes es el nombre de un santo del sureste de Europa[22] asociada al nombre Paraskeva: Santa Paraskeva-Vendredi. En Veliki Nóvgorod, en Rusia, hay una iglesia dedicada a ella: la Iglesia de Santa Paraskeva-Vendredi-en-el-Mercado.[cita requerida]

## Fuera de la liturgia religiosa

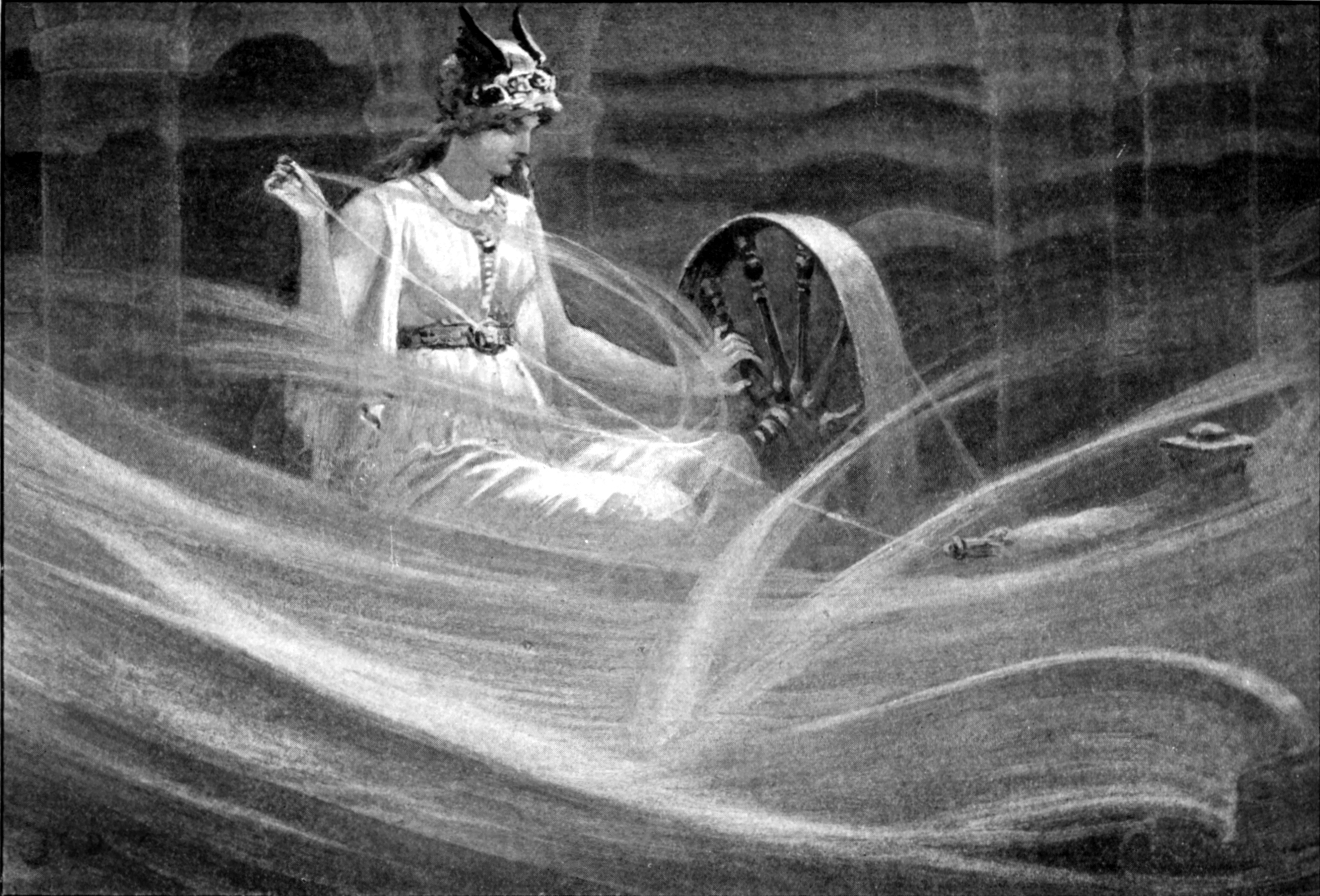
Frigg hilando las nubes.

- El viernes era generalmente el día de ejecución de los condenados a muerte en la antigua Roma.[23]]]
- El viernes, como día de la muerte de Cristo, es generalmente considerado de mala suerte por los marineros, que prefieren evitar salir al mar ese día.[24]
- Frigg, antiguamente una diosa del panteón nórdico, fue demonizada como bruja durante la conversión de Escandinavia al cristianismo. Desterrada a la cima de Galdhøpiggen, se venga invitando al diablo y a otras once hermanas todos los viernes (el día antiguamente dedicado a ella) para lanzar hechizos malvados sobre los humanos, lo que hace del viernes un día desfavorable para abandonar el hogar.[25]
- Viernes es el nombre del compañero de Robinson Crusoe en la novela de Daniel Defoe.
- En los países eslavos algunos lugares reciben el nombre de este día de la semana porque ese día se celebraba allí el mercado: por ejemplo Piątek en Polonia.[26] En Polonia hay     Piątek  en Łódź, Piątek Mały, y  Piątek Wielki.
- Viernes es el nombre que recibe una de las siete hermanas Settman, todas ellas nombradas en honor a un día de la semana y que comparten la misma identidad pública que Karen Settman, en la película de ciencia ficción What Happened to Monday.

## En astrología

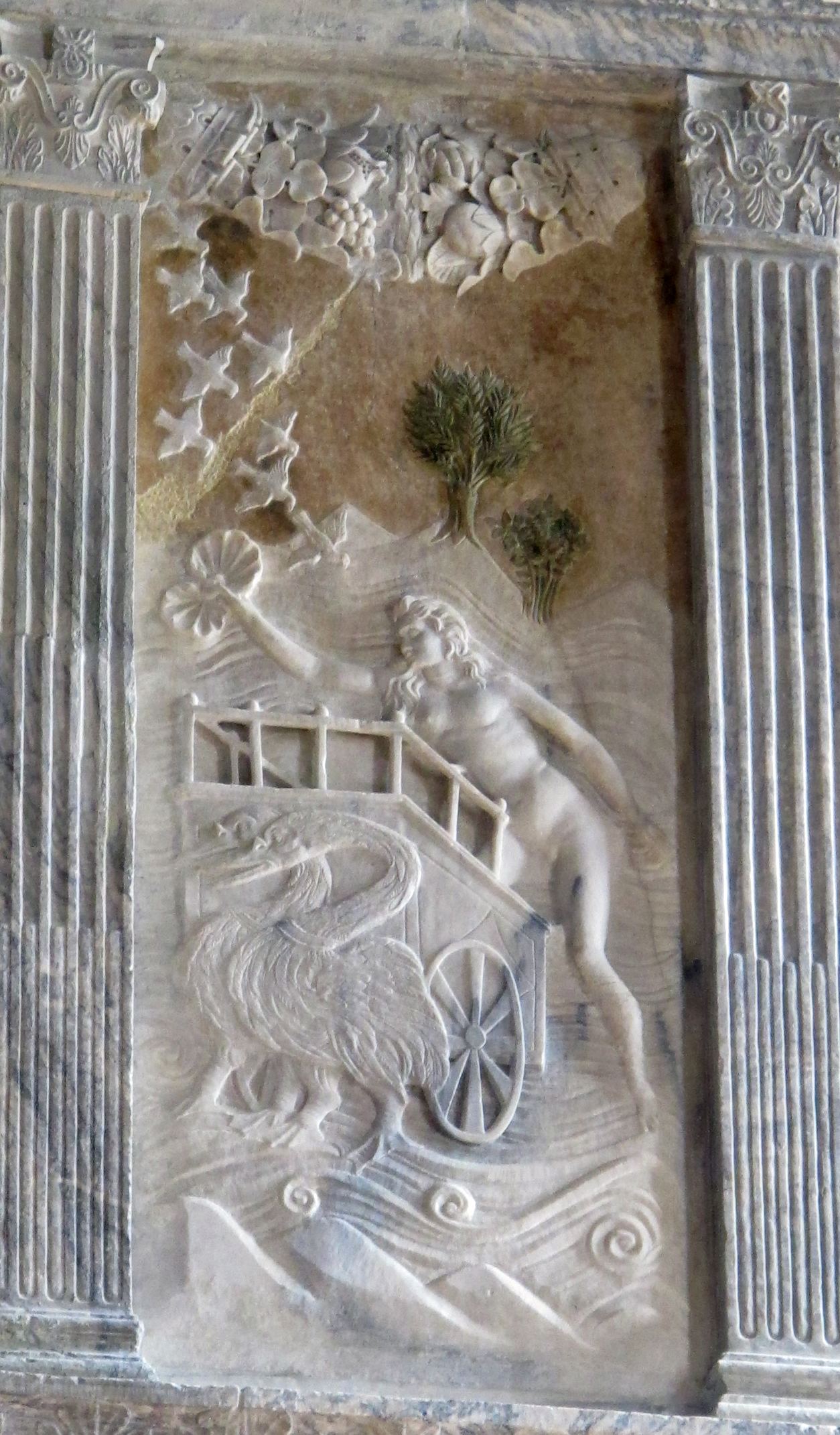
Bajorrelieve de Agostino di Duccio en la Capilla de los Planetas del Templo Malatesta de Rímini, que representa a Venus, astro gobernante del viernes, día tradicionalmente dedicado al arte, a la belleza y a los asuntos amorosos.

En astrología, el viernes está conectado con el planeta Venus y está simbolizado por el símbolo de ese planeta. El nombre deriva del latín 'Venĕris dies', día de Venus, diosa del amor, la estética y la armonía. El viernes también se asocia con los signos astrológicos Libra y Tauro.

## Otros datos
- Según una antigua costumbre de la Iglesia católica, este día está dedicado a venerar la pasión de Jesucristo.[28]
- Actualmente se toma el día viernes como el inicio del fin de semana, por lo cual se emplea como día de festejo, especialmente luego del atardecer.